# どざむら
どざむら（1973年1月6日 - ）は、日本の漫画家。男性。東京都出身。旧ペンネームはどざむらはちえもん。主に『COMIC モエマックス』（モエールパブリッシング）などで活躍。

## 作品リスト

### どざむら名義

#### 一般向け作品
- 『SING OUT!』 （2002年1月発売、少年画報社〈YKコミックス〉、ISBN 4-7859-2156-0）
- 『魔法少女本願寺美礼』 （2003年4月発売、大都社〈Daito comics〉、ISBN 4-88653-769-3）

#### 成人向け作品
- 『動物のくらし』 （2000年1月発売、晋遊舎〈晋遊舎コミックス〉、ISBN 4-88380-143-8）
- 『ちきゅうのひみつ』 （2001年2月発売、晋遊舎〈晋遊舎コミックス〉、ISBN 4-88380-198-5）
- 『ラブ・ラフ・ラプソディ どざむら初期短編集』 （2001年10月発売、晋遊舎〈晋遊舎コミックス〉、ISBN 4-88380-238-8）
- 『MARKING ALGOLAGNIA』 （2003年2月発売、晋遊舎〈晋遊舎コミックス〉、ISBN 4-88380-324-4）
- 『家族の肉』 （2003年8月発売、桜桃書房〈EX COMICS〉、ISBN 4-7567-3158-9）
- 『どぐう〜どざむら寓話〜』 （晋遊舎〈晋遊舎コミックス〉、全3巻）
  - 『白』 2004年7月1日初版発行[3]〈2004年5月発売〉、ISBN 4-88380-416-X
  - 『緑』 2005年1月1日初版発行[3]（2004年11月発売）、ISBN 4-88380-438-0
  - 『黒』 2005年9月1日初版発行[3]（2005年7月発売）、ISBN 4-88380-479-8
- 『はれんち学級』 （2004年12月3日初版発行[3]〈2004年11月19日発売[4]〉、コアマガジン〈メガストアコミックス040〉、ISBN 4-87734-787-9）
- 『やさしい性愛学』 （2006年6月初版発行〈2006年5月23日発売[5]〉、モエールパブリッシング〈ももまんじるし〉、ISBN 4-903028-65-8）
- 『大好き！みらの先生』 （2006年12月1日初版発行[3]〈2006年10月発売〉、晋遊舎〈晋遊舎コミックス〉、ISBN 4-88380-568-9）
- 『犯行声明』 （2007年4月初版発行〈2007年3月23日発売[6]〉、モエールパブリッシング〈ももまんじるし〉、ISBN 4-903705-09-9）
- 『ハルカ69（Sixty Nine）』 （モエールパブリッシング〈MMコミック〉、全2巻）
  1. 2008年4月初版発行（2008年3月27日発売[6]）、ISBN 978-4-903705-27-9
  2. 2008年12月初版発行（2008年11月22日発売）、ISBN 978-4-903705-33-0
- 『立花満子の教育的指導』 （2009年2月26日発売[7]、マックス〈ポプリコミックス〉、ISBN 978-4-903491-89-9）

#### モバイル向け作品
- 『ヒナちゃん◯◯◯見えてるよ！』 （2011年、ケータイコミックめちゃ☆コミ、松文館） 連載中
- 『AsKB69』 （2011年、Handyコミック、KATTS） 連載中

### どざむらはちえもん名義
- 『放課後のフェロモン』 （1997年5月発売、フランス書院〈フランス書院コミック文庫〉、ISBN 4-8296-7357-5） - アンソロジー
- 『DOG 獣姦コレクション』 （1997年10月発売、茜新社〈H&Dコミックス〉、ISBN 4-87182-282-6） - アンソロジー
- 『ラブ・ラフ・ラプソディ』 （1998年7月発売、フランス書院〈フランス書院コミック文庫〉、ISBN 4-8296-7378-8）